# (6418) Hanamigahara
(6418) Hanamigahara est un astéroïde de la ceinture principale.

## Description
(6418) Hanamigahara est un astéroïde de la ceinture principale. Il fut découvert le 8 décembre 1993 à Oizumi par Takao Kobayashi. Il présente une orbite caractérisée par un demi-grand axe de 2,26 UA, une excentricité de 0,11 et une inclinaison de 6,2° par rapport à l'écliptique.

## Compléments